# Nunu Kumba
Pour les articles homonymes, voir Nunu et Kumba.
Nunu Kumba est un woreda de l'ouest de l'Éthiopie situé dans la zone Misraq Welega de la région Oromia. Il compte 64 775 habitants en 2007 et son centre administratif est Nunu.
Limitrophe de la zone Jimma au sud, le woreda est bordé dans la zone Misraq Welega par Jimma Arjo à l'ouest et au nord-ouest, par Wayu Tuka au nord et par Wama Hagalo à l'est.
Son centre administratif, Nunu, se trouve environ 25 km à l'est d'Arjo, vers 2 300 m d'altitude.
Au recensement national de 2007, la population du woreda atteint 64 775 habitants dont 7 % de citadins. Nunu, 4 842 habitants, est la seule agglomération recensée .
La majorité (55 %) des habitants du woreda sont protestants, 25 % sont orthodoxes et 19 % sont musulmans.
En 2022, la population est estimée à 93 841 personnes avec une densité de population de 153 personnes par km2 et 613 km2 de superficie.